# Adolf Jacobsen
Adolf Gerhard Claudius Jacobsen (* 13. Juli 1852 in Schleswig; † 2. Februar 1941 in Swinemünde) war Lederfabrikant und Mitglied des Deutschen Reichstags.
Jacobsen besuchte die Volksschule in Schleswig bis 1869 und hat dann drei Jahre die Gerberei in Schleswig erlernt. Als Handwerksbursche hat er Deutschland und anliegende Länder durchwandert. Er war Dreijährig-Freiwilliger von 1872 bis 1875 beim Schleswigschen Infanterie-Regiment Nr. 84 – Manstein – in Schleswig.
Von 1877 bis 1879 war er Werkführer einer Schleswiger Lederfabrik. 1879 etablierte er sich als Lederzurichter mit einem Arbeiter und 1890 erwarb er die Lederfabrik Wiengreen & Co, die 1898 240 Arbeiter hatte, aber bereits 1899 musste er Insolvenz anmelden.
Von 1898 bis 1902 war er Mitglied des Deutschen Reichstags für den Wahlkreis Provinz Schleswig-Holstein 3 Schleswig, Eckernförde und die Freisinnige Volkspartei.